# Hava Nagila
 (septembre 2017).
Si vous disposez d'ouvrages ou d'articles de référence ou si vous connaissez des sites web de qualité traitant du thème abordé ici, merci de compléter l'article en donnant les références utiles à sa vérifiabilité et en les liant à la section « Notes et références ».
Hava Nagila, parfois orthographié Hava Naguila, en français, est une chanson folklorique en hébreu qui signifie « réjouissons-nous ». Elle est utilisée comme métonymie du judaïsme.[réf. nécessaire] Bien que la mélodie soit d'origine ancienne et populaire, les paroles ont probablement été écrites en 1918 pour célébrer la victoire britannique en Palestine pendant la Première Guerre mondiale et aussi la Déclaration Balfour de 1917. Ces paroles sont inspirées du verset Psaumes 118: 24 : « C'est ici le jour que l'Éternel a fait ; égayons-nous et réjouissons-nous en lui ! ».

## Histoire
Pour l'historien James Loeffler (en), la chanson a été composée en 1918 par Abraham Zvi Idelsohn. À une époque où le sionisme croît en popularité, cette nouvelle musique, inspirée d'airs traditionnels et hassidiques rend ce nouvel état d'esprit. Hava Nagila connaît rapidement le succès. Après la Shoah, elle est chantée par les Juifs de la diaspora comme un symbole de survie et de renouveau joyeux.

## Enregistrements célèbres
Cette chanson a été popularisée en France par Rika Zaraï après avoir été notamment chantée par Harry Belafonte en 1956, Les Compagnons de la chanson et Dalida en 1959. Aux États-Unis, Bob Dylan a interprété Talkin' Hava Negeilah Blues que l'on trouve sur The Bootleg Series Volumes 1-3 (Rare and Unreleased) 1961-1991. En 1963, Dick Dale interprète une version surf sur le EP « King Of The Surf Guitar / Hava Nagila ». Le groupe de psychobilly anglais The Krewmen reprends cette chanson dans leur album « Into the tomb » de 1987. Au Québec, Les Cowboys Fringants ont inclus un extrait de Hava Nagila dans leur chanson Cass de pouëlle, sur l'album 12 Grandes Chansons, album de 1997. Bruno Blum chante une version ska de La Mauvaise Réputation de Georges Brassens sur son album Think différent paru en 2001 ; une partie du morceau comprend la mélodie de Hava Nagila. Le groupe néerlandais Party Animals en propose une version gabberpop en 2007. Des extraits de la chanson sont régulièrement repris en concert par le groupe folk-rock Blackmore's Night (et notamment visible sur son DVD Paris Moon).

## Usage
Hava Nagila est traditionnellement jouée lors des mariages juifs, bar-mitsvah et bat-mitsvah. Cependant, elle est en 2023 jouée également dans des contextes non-religieux et non-juifs, comme des événements sportifs, des bars ou des soirées.

## Paroles
| Translittération           | Texte hébreu                     | Traduction française                             |
| -------------------------- | -------------------------------- | ------------------------------------------------ |
| Hava naguila               | הבה נגילה                        | Réjouissons-nous                                 |
| Hava naguila               | הבה נגילה                        | Réjouissons-nous                                 |
| Hava naguila venis'mekha   | הבה נגילה ונשמחה                 | Réjouissons-nous et soyons heureux               |
|                            | (répéter une fois)               |                                                  |
| Hava neranenah             | הבה נרננה                        | Chantons !                                       |
| Hava neranenah             | הבה נרננה                        | Chantons !                                       |
| Hava neranenah venis'mekha | הבה נרננה ונשמחה                 | Chantons et soyons heureux                       |
|                            | (répéter une fois)               |                                                  |
| Ourou, ourou akhim!        | !עורו, עורו אחים                 | Réveillez-vous, réveillez-vous, frères !         |
| Ourou akhim b'lev sameakh  | עורו אחים בלב שמח                | Réveillez-vous frères avec le cœur allègre       |
|                            | (répéter cette ligne trois fois) |                                                  |
| Ourou akhim, ourou akhim!  | !עורו אחים, עורו אחים            | Réveillez-vous, frères, réveillez-vous, frères ! |
| B'lev sameakh              | בלב שמח                          | Avec le cœur allègre                             |

Notez que le kh est prononcé comme le ch allemand [IPA: /x/] ou la jota espagnole

## Dans la culture
Le chant a fait l'objet d'une exposition de l'Université hébraïque de Jérusalem en 2008 et d'un film de Roberta Grossman (en) en 2012.